# Hiroshi Kaneda
Hiroshi Kaneda (金田 宏, Kaneda Hiroshi) é um astrônomo japonês, descobridor de asteroides. Entre 1987 e 2000, Kaneda descobriu 698 asteroides.
O asteroide 4677 Hiroshi foi assim nomeado em sua homenagem.